# We Have Arrived
We Have Arrived – pierwszy album studyjny amerykańskiego zespołu thrash metalowego Dark Angel. Wydawnictwo ukazało się 31 stycznia 1985 roku nakładem wytwórni Axe Killer Records. Nagrania zostały zarejestrowane w sierpniu 1985 roku w Tracks Records w Hollywood. To jedyny album z udziałem perkusisty Jacka Schwartza.

## Lista utworów
Opracowano na podstawie materiału źródłowego.
Strona A
1. "We Have Arrived" - 4:07
2. "Merciless Death" - 4:28
3. "Falling from the Sky" - 4:23
4. "Welcome to the Slaughter House" - 5:23

Strona B
1. "No Tomorrow" - 6:31
2. "Hell's on Its Knees" - 4:14
3. "Vendetta" - 4:27

## Skład zespołu
Opracowano na podstawie materiału źródłowego.
- Don Doty - śpiew
- Eric Meyer - gitara
- Jim Durkin - gitara
- Rob Yahn - gitara basowa
- Jak Schwartz - perkusja